# Gospodarstvo Laosa
Gospodarstvo Laosa najmanje je u Jugoistočnoj Aziji.
Laos ima populaciju od 5,5 milijuna stanovnika, a 85% živi u ruralnim područjima. 
Veći ekonomski uzlet ne može se dogoditi bez razvoja infrastrukture pa je Laos trenutno usredotočen na izgradnju cestovne mreže i telekomunikacija. Cijela je mrežna infrastruktura skromna.
Laos je otvorio svoje gospodarsvo 1986. godine "novim ekonomskim mehanizmima." Prve strukturne prilagodbe usvojene su u programu iz 1989. godine uz potporu MMF-a i Svjetske banke. Inozemna ulaganja i dalje su skromna i usredotočuju se na poslovni turizam (hoteli, restorani, usluge) s izuzetkom velikih projekata kao što su: brane, hidroelektrane Nam Theun 2. Francusko elektro poduzeće Électricité de France jedan je od glavnih partnera.
Laos trenutačno dobiva tehničku pomoć od Azijske razvojne banke (ADB), kako bi poduzeo reforme u bankarskom sektoru. Uz dohodak po stanovniku od 300 dolara, Laos je jedna od najsiromašnijih zemalja svijeta. Međunarodna potpora čini trećinu državnog proračuna.
Sedmi petogodišnji plan nacionalnog društveno-ekonomskog razvoja (2011. – 2015.), ima za cilj iskorjenjivanje siromaštva, bijeg iz grupe najmanje razvijenih zemalja do 2020. i postaviti temelje za industrijalizaciju i modernizaciju Laosa.